# مصطفى افكران
مصطفى افكران (بالتركية: Mustafa avkıran)‏ ممثل تركي (ولد في 3 مارس 1963). تخرج مصطفى من المعهد الموسيقي لجامعة معمار سنان في عام 1983. ثم انضم إلى فريق التمثيل في مسرح إسطنبول الحكومي. في النهاية حصل على درجة الماجستير من جامعة معمار سنان. لفترة كان مدير مسرح ولاية أنطاليا. في عام 2000، أسس مع Theatre Playhouse SIMS 2 مؤسسة Kat acting. اشتهر مصطفى بأدواره في المسلسلات التلفزيونية مثل الأوراق المتساقطة وعودة مهند وفيلينتا.

## أبرز أعماله
- الأوراق المتساقطة (2008-2010)
- عودة مهند (2011-2013)
- الهارب (2013-2015)
- فيلينتا مصطفى (2015-2016)
- الحفرة (2020-2021)
- اسمي فرح (2023)
- الحفره (2022)

## الجوائز
- 1995: مهرجان البرتقالة الذهبية - «أفضل ممثل مساعد» (الرجل الذي في الشارع، Sokaktaki Adam)

## روابط خارجية
- مصطفى افكران على موقع IMDb (الإنجليزية)
- مصطفى افكران على موقع ألو سيني (الفرنسية)
- مصطفى افكران على موقع أول موفي (الإنجليزية)
- مصطفى افكران على موقع قاعدة بيانات الفيلم (الإنجليزية)
- مصطفى افكران على موقع كينوبويسك (الروسية)